# Marguerite Maeght

Fundación Maeght en Saint-Paul-de-Vence (Francia)

Marguerite Maeght, de nacimiento Marguerite Laurence Devaye (Cannes, 25 de agosto de 1909-Saint Paul De Vence, 31 de julio de 1977) fue una mecenas, marchante y coleccionista de arte francesa, cofundadora de la Galerie Maeght en París y la Fondation Marguerite et Aimé Maeght.

## Trayectoria
Procedía de una familia acomodada, de ricos comerciantes de la Provenza, horticultores y armadores. Uno de sus tíos era miembro fundador de la Motor Yacht Club de Antibes. Creció en Bargemon, y luego en Cannes, donde sus padres eran mayoristas de frutas. Allí conoció a Aimé Maeght en 1927 y se casaron en 1928. Mantuvieron desde entonces una colaboración estrecha en lo personal, y en lo profesional en la carrera de galeristas y marchantes internacionales de arte moderno hasta la muerte de Marguerite, formando una pareja “con el imaginario de un lado y el principio de realidad del otro”.
Una serie de casualidades crearon el inicio de su carrera de marchante de arte. Cuando Aimé fue movilizado en la Segunda Guerra Mundial, Marguerite tomó iniciativas en la tienda de equipamiento y mobiliario que ambos regentaban en Cannes, llamada “Arte”, y colgó en el escaparate pinturas para vender. El azar hizo que las pinturas, en principio colocadas para realzar la presentación de su tienda, obtuvieran gran interés por sí mismas y comenzó a gestarse así un nuevo objetivo: el de una galería de arte.
Desde entonces trabaron conocimiento con muchos artistas exiliados o perseguidos como consecuencia de la recién comenzada guerra, como Matisse, Chagall, Kandinski, Joan Miró, Léger, Alexander Calder, Pierre Bonnard, Adai, Albert Giacometti, Braque, etc. Durante la década de los 50 fueron los galeristas más importantes de Europa, gracias a las pinturas, grabados, esculturas y arte gráfico que poseían.
La pareja organizó en el mundo del arte moderno exposiciones que fueron fundamentales, como la realizada en 1945 para exhibir dibujos de Matisse; otras seis exposiciones en 1947 para artistas después reconocidos, como André Breton y Marcel Duchamp; la exposición llamada “Sur 4 Murs”, con Braque, Léger, Bonnard, Matisse, Rouault; y otras muchas para artistas como Picasso y Juan Gris.

### La Fundación Maeght
En 1953 la muerte de leucemia del segundo hijo de la pareja, Bernard, niño, sumió a ambos en la tristeza. Braque, Joan Miró y Fernand Léger animaron entonces a la pareja a crear una fundación. Tras visitar las fundaciones Solomon R. Guggenheim, la colección Barnes y la colección Phillips en EEUU, paseando por el sur de Francia, en las colinas cercanas a Saint Paul de Vence, junto a las ruinas de la Chapelle Saint-Bernard, decidieron el lugar donde finalmente establecerla.
Se realizó así la fundación que lleva el nombre de la pareja, Foundation Marguerite et Aimé Maeght, en Saint-Paul-de-Vence, convertida desde entonces en un espacio de referencia para el arte contemporáneo, en un edificio diseñado por el arquitecto español Josep Lluis Sert. La Fundación custodia obras de su colección, y fue enriquecida a lo largo de las siguientes décadas con obras de Ellsworth Kelly, Alexander Calder, Eduardo Chillida, Antoni Tapies, y otros muchos artistas contemporáneos del siglo XX.
El 28 de julio de 1964 se inauguraron los Archivos de la Fundación Maeght. La inauguración fue presentada por el entonces ministro de cultura de Francia, André Malraux, y en ella cantaron los artistas Ella Fitzgerald e Yves Montand.

### Otras iniciativas

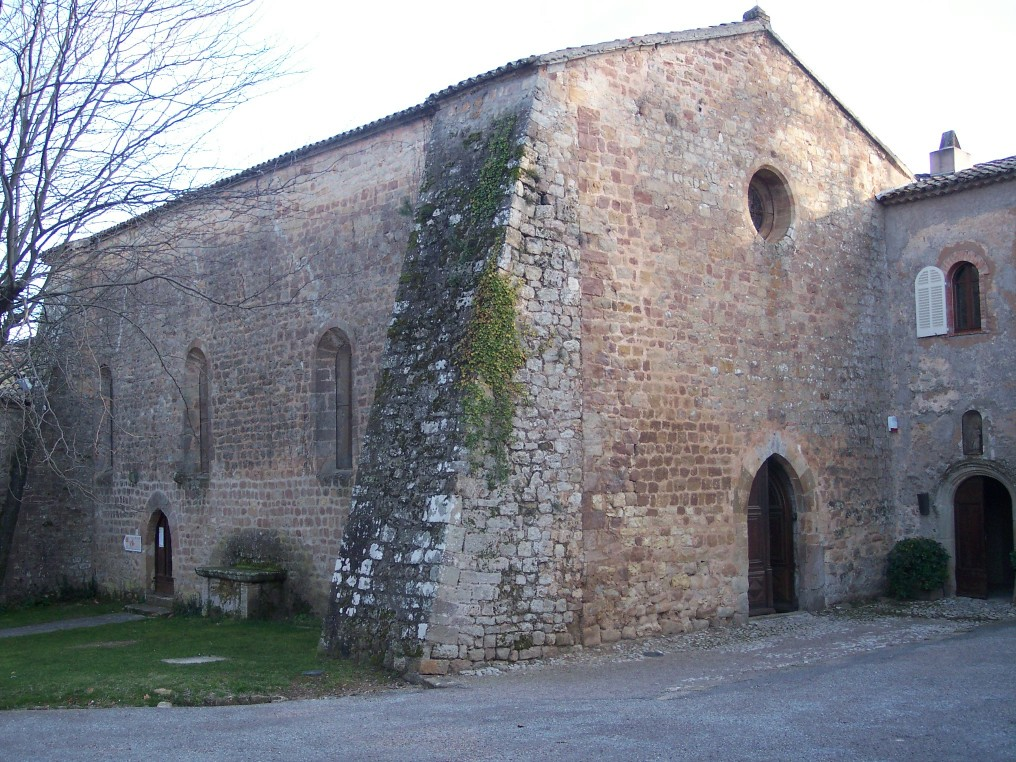
Chapelle Sainte Roseline

En 1968 Marguerite Maeght decidió restaurar la Chapelle de Santa Roseline, en Arcs-sur-Argens, una capilla del siglo XI, monumento histórico, que contiene las reliquias de la santa. Encargó a artistas contemporáneos obras de arte específicas para la capilla: Marc Chagall realizó el mosaico Le repas des Angels,: Diego Giacometti un bronce en el nicho del relicario y el atril Le miracle des roses, y Jean Bazaine y Raoul Ubac crearon los vitrales.
Marguerite Maeght fue retratada por Matisse, y por Alberto Giacometti en tres ocasiones en 1961. Estos retratos están custodiados en la Fundación.

## Fallecimiento
Falleció pocos días antes de su sexagésimo octavo cumpleaños, y fue enterrada cerca de su hijo Bernard, para el que Alberto Giacometti había diseñado un lugar, en el cementerio de Saint-Paul. Su viudo la sobrevivió cuatro años.